# Valdemoro del Rey
Valdemoro del Rey es una localidad española, pedanía del municipio de Huete, perteneciente a la provincia de Cuenca, en la comunidad autónoma de Castilla-La Mancha.

## Toponimia
Valdemoro adquirió esta denominación durante la primera fase repoblativa posterior a la Reconquista (1126-1157) ya que afectó en su mayor medida a toda la zona de la Alcarria. Su origen etimológico es “Val moro” que viene a significar Valle del Moro.

## Geografía
Valdemoro se encuentra situado en la comarca de la Alcarria, a unos 140 km de Madrid y a unos 18 km de Huete, municipio del cual es pedanía. Se ubica en la cima de un cerro y se halla rodeado por otros de mayor altitud, que limitan con los términos de Saceda del Río, Peraleja, Portalrubio y Moncalvillo.
Además de una orografía semimontañosa propia de la zona alcarreña en la que se encuentra situado es necesario destacar en la flora y fauna los bosques de encinas y pinos, junto una amplia gama de arbustos en el sotobosque como son el tomillo y el romero.
Los montes y picos más destacables son la Sierra Gorda (1038 m) y el Picurzo (999 m), ambos en la frontera con Portalrubio; la Fuente del Lobo (1003 m) y el Canto Bubilla, en el Coto: y el Portillo Blanco al este.

## Historia
Es probable que el pueblo existiera si no en el lugar actual próximo a él ya con anterioridad al siglo XII, debido al yacimiento funerario localizado en el denominado barranco Muleto, y al descubrimiento de diversas monedas de ocupación musulmana.
Debido a las continuas revoluciones y consecuentes saqueos ocurridos en España, no tenemos otra noticia hasta la redacción del Catastro del marqués de la Ensenada (siglo XVIII), donde aparece por primera vez con el título de villa de "Balde el Moro".
A mediados del siglo XIX, la villa, por entonces con ayuntamiento propio, tenía contabilizada una población de 385 habitantes. Aparece descrita en el decimoquinto volumen del Diccionario geográfico-estadístico-histórico de España y sus posesiones de Ultramar de Pascual Madoz de la siguiente manera:

VALDELMORO DEL REY: v. con ayunt. en la prov. y dióc. de Cuenca (8 leg.), part. jud. de Huete (2), aud. terr. de Albacete (24) y c. g. de Castilla la Nueva (Madrid 17): sit. en una veguita sobre un pequeño cerro, en cuvas faldas set. hay varias cuevas para conservar el vino; domínanla por todas partes á escepcion del O. colinas de mucha elevacion: su clima es algo frio, sus vientos los de N. y S. y poco propenso á enfermedades. Consta de 100 casas de pobre construccion y escasas comodjdades; en la plaza se halla la casa de ayunt. que tambien sirve de cárcel: escasea mucho de aguas y para beber usan de la llovida que conservan en tinajas, aprovechando la de una fuente muy salobre para abrevadero de ganados y demas usos domésticos; escuela de primeras letras concurrida por 16 niños y dotada en 700 rs.; la igl. parr. bajo la advocacion de San Miguel Arcángel está servida por un cura de entrada, fue aneja de la de Portalrubio hasta 1797: en su jurisd. habia varias ermitas que en el dia estan arruinadas. El térm. confina por N. con Portalrubio; E. Peraleja; S. Saceda del Rio, y O. Moncalvillo: su terreno es montuoso, á escepcion de la citada vega v alguna otra cañada que son de buena calidad; cruza el térm. un pequeño arroyo, con cuyas aguas se riegan algunas fan. de tierra: al N. del pueblo se halla una deh. tallar y un coto al S. Los caminos son locales y en mal estado: la correspondencia se recibe de la cab. de part. prod.: trigo, cebada, centeno, avena, escaña, algunas legumbres, vino y cáñamo; se cria ganado lanar y caza de liebres, conejos y perdices. ind.: la agrícola, un molino de aceite y los oficios indispensables. comercio: la venta de granos y la importacion de arroz, bacalao y demas art. de primera necesidad. pobl.: 97 vec., 385 alm. cap. prod.: 1.204,720 rs. imp.: 60,236. El presupuesto municipal asciende á 1,800 rs., y se cubre con el prod. de propios y otros arbitrios.
(Madoz, 1849, p. 277)

Durante gran parte de la historia de la localidad, Valdemoro ha tenido la denominación de Valdemoro del Rey, salvo los periodos de gobierno republicano, que cambió el nombre por Valdemoro de la República.[cita requerida] El municipio de Valdemoro del Rey desapareció en 1975, al ser incorporado al de Huete.

## Demografía
| Gráfica de evolución demográfica de Valdemoro del Rey entre 1842 y 1970 |
| |
| Población de derecho según los censos de población del INE Población de hecho según los censos de población del INEEntre el censo de 1981 y el anterior, este municipio desaparece porque se integra en el municipio Huete |

## Economía
Este pueblo sigue siendo aún agrícola, siendo por tanto la principal fuente de ingresos de los habitantes que allí viven la producción de olivo, cereal y girasol, además de ganado ovino con el mantenimiento de varios centenares de cabezas de ovejas y cabras que dan leche a una de las principales queserías de la zona. El término municipal es susceptible de caza tanto mayor como menor, debido a la existencia de jabalí, conejo, liebre, codorniz, perdiz, paloma, etc…

## Patrimonio
La iglesia de San Miguel es del Renacimiento, se cree que data de finales de siglo XVI el inicio del proyecto y de principios del XVIII la total y completa finalización de la misma. Una de las características por la cual destaca es precisamente por los materiales utilizados en la construcción. Estos son principalmente los adobes y el pedernal, este último de la misma zona en la que se encuentra ubicada la iglesia. La nave posee cuatro retablos, uno de ellos, el cual se corresponde con el altar mayor, es de estilo Renacentista, coincidiendo con el estilo de la iglesia. Los otros tres son de estilo Barroco, uno consta con la imagen de la crucifixión, otro posee una pequeña representación de la Virgen de Fátima, y el tercero y último posee un aleluya.

## Deportes
Valdemoro cuenta, como muchos otros municipios de los alrededores, con un frontón, usado para la práctica del frontenis. Recientemente se ha habilitado un campo de fútbol sala delante del frontón. A menudo han existido equipos de aficionados entre los jóvenes del pueblo. Suelen jugar contra los pueblos adyacentes, siendo Portalrubio de Guadamejud sus principales e históricos rivales.

## Fiestas
- Semana Santa - El Reloj de la Pasión. Procesiones.
- San Juan: 24 de junio
- Fiesta de Agosto: 2.º fin de semana de agosto (suprimidas desde hace varios años).
- San Miguel: 29 de septiembre